# Edwin Gilowy
Albert Edwin Gilowy (* 25. Januar 1868 in Berlin; † 11. August 1926 ebenda) war ein deutscher Architekt.

## Bekannte Werke (Auswahl)

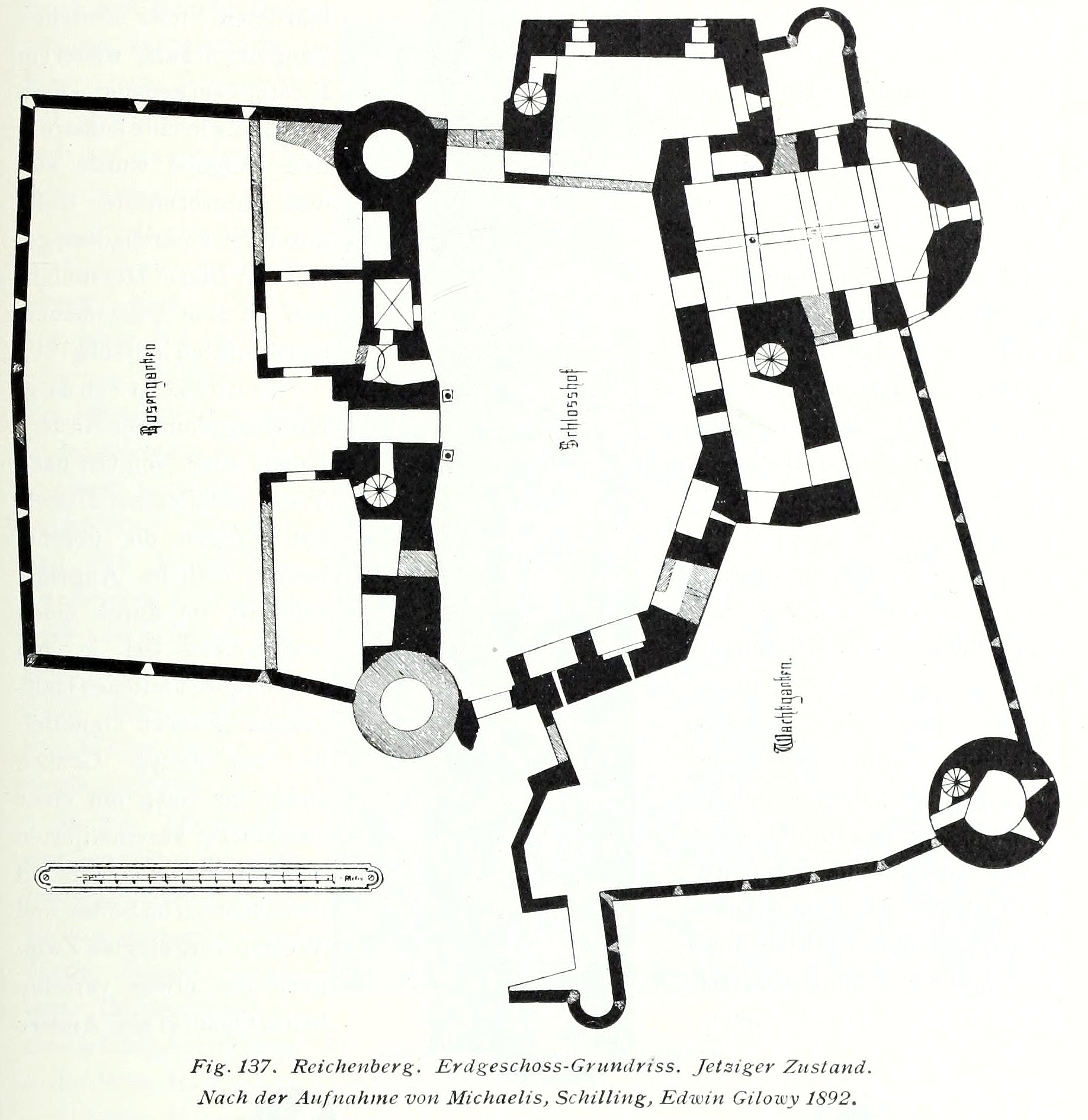
Grundriss-Aufnahme der Burg Reichenberg durch Gilowy gemeinsam mit Michaelis und Schilling, 1892

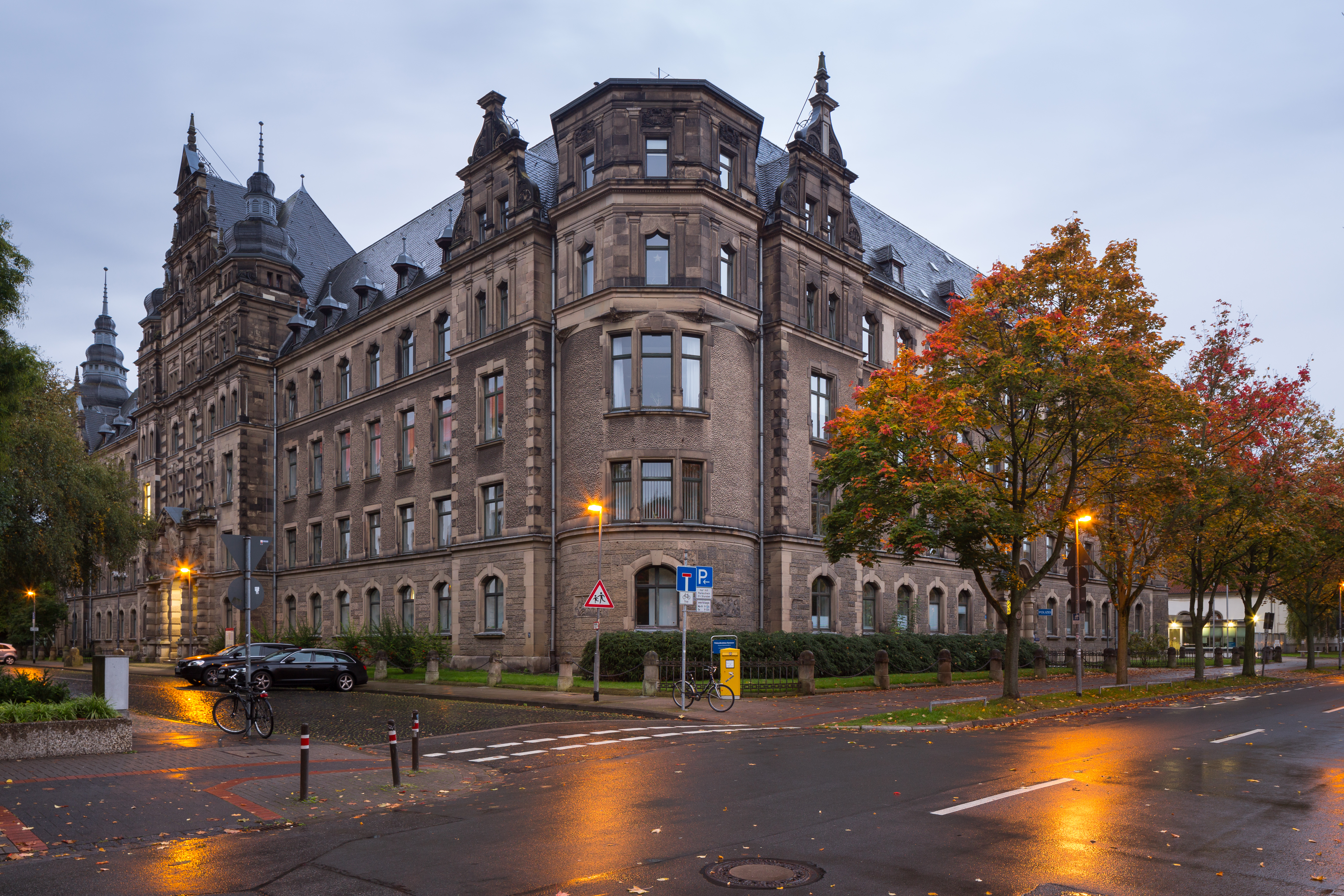
Das Königliche Polizeipräsidium Hannover in den Formen eines trutzigen deutschen Renaissanceschlosses

- 1900–1903, Hannover,[2] gemeinsam mit Paul Kieschke:[3] Königliches Polizeipräsidium Hannover an der Hardenbergstraße; neben den Zeughäusern am Waterlooplatz und der hannoverschen Kriegsschule errichtete Gilowy einen „Sicherheitsbau … in den trutzigen Formen eines deutschen Renaissanceschlosses“.[2]